# North American Racing Team
El North American Racing Team (NART) fue un equipo de automovilismo activo desde 1958 hasta 1982. Fue creado por el empresario Luigi Chinetti para promover la marca Ferrari en los Estados Unidos a través del éxito en las carreras de resistencia.
Fue creado en 1958 cuando Chinetti recibió el respaldo de los ricos corredores George Arents y Jan de Vroom. Ferrari ya tenía una relación cercana con Chinetti debido a su éxito en la venta de autos de calle del fabricante en los mercados estadounidenses importantes y, por lo tanto, NART recibió una línea continua de corredores de Ferrari y el apoyo de los mecánicos de fábrica.

## Historia
NART participó únicamente en las principales carreras del mundo, como las 24 Horas de Daytona en Florida y las 24 Horas de Le Mans en Le Mans, Francia. Su primera carrera fue las 12 Horas de Sebring en marzo de 1958, con un 250 GT.
Pedro Rodríguez ganó la segunda y la tercera edición de Daytona con el equipo NART. En 1963 fue una carrera de tres horas y en 1964 de 2.000 kilómetros, ambas en un Ferrari 250 GTO (la carrera de 24 horas comenzaría hasta 1966).
Un automóvil Ferrari 158 inscrito oficialmente por el equipo privado estadounidense NART selló la victoria del campeonato mundial de Fórmula 1 de 1964 con John Surtees, ya que el equipo oficial compitió en las dos últimas carreras (el Gran Premio de Estados Unidos y el Gran Premio de México) en autos pintados de blanco y azul: los colores nacionales de los equipos con licencia en los Estados Unidos. Esto se hizo como protesta por los argumentos entre Ferrari y el organismo italiano de deportes de motor ACI con respecto a la homologación de un nuevo auto de carreras Ferrari con motor central. En el Gran Premio de México de 1964 fue la última vez que los autos Ferrari usaron un color diferente al tradicional rojo (rosso corsa) en la Fórmula 1.
El pico del éxito en las carreras de NART llegó en 1965, cuando un 250 LM inscrito en NART se convirtió en el último Ferrari en ganar Le Mans, conducido por Jochen Rindt, Masten Gregory y Ed Hugus.
Otros resultados de NART incluyen un tercer lugar en las 24 Horas de Daytona de 1967 con Pedro Rodríguez y Jean Guichet, respaldando dos obras 330 P4 en el triple éxito de Ferrari, que fue conmemorado con el nombre del 365 GTB4 "Daytona". Con este modelo, NART obtuvo el segundo lugar en las 24 Horas de Daytona de 1973 detrás de un Porsche 911.
NART corrió Ferraris hasta 1982, momento en el que había participado en más de 200 carreras con más de 100 pilotos diferentes, incluidos Mario Andretti y Phil Hill.

## Coches de carretera
NART también tenía un modelo de Ferrari con su nombre adjunto: el 275 GTB/4S NART Spyder de 1967 era una versión convertible del 275 GTB/4 solicitada especialmente por Luigi Chinetti. El pedido original de 25 autos nunca se cumplió, ya que solo se entregaron 10 de la fábrica de Maranello. Debido a la popularidad del diseño descapotable NART Spyder, muchos 275 GTB/4 se convirtieron en modelos descapotables para imitar el diseño del NART Spyder.

## Resultados

### Fórmula 1
(Clave) (negrita indica pole position) (cursiva indica vuelta rápida)

| Año  | Chasis         | Motor               | Neu. | Pilotos         | 1   | 2   | 3   | 4   | 5   | 6   | 7   | 8   | 9   | 10  | 11  |
| ---- | -------------- | ------------------- | ---- | --------------- | --- | --- | --- | --- | --- | --- | --- | --- | --- | --- | --- |
| 1964 | Ferrari 158    | Ferrari 205B 1.5 V8 | D    |                 | MON | NED | BEL | FRA | GBR | GER | AUT | ITA | USA | MEX |     |
| 1964 | Ferrari 158    | Ferrari 205B 1.5 V8 | D    | John Surtees    |     |     |     |     |     |     |     |     | 2   | 2   |     |
| 1964 | Ferrari 1512   | Ferrari 207 1.5 V12 | D    | Lorenzo Bandini |     |     |     |     |     |     |     |     | Ret | 3   |     |
| 1964 | Ferrari 156 F1 | Ferrari 178 1.5 V6  | D    | Pedro Rodríguez |     |     |     |     |     |     |     |     |     | 6   |     |
| 1965 | Ferrari 1512   | Ferrari 207 1.5 V12 | D    |                 | RSA | MON | BEL | FRA | GBR | NED | GER | ITA | USA | MEX |     |
| 1965 | Ferrari 1512   | Ferrari 207 1.5 V12 | D    | Pedro Rodríguez |     |     |     |     |     |     |     |     | 5   | 7   |     |
| 1965 | Ferrari 158    | Ferrari 205B 1.5 V8 | D    | Bob Bondurant   |     |     |     |     |     |     |     |     | 9   |     |     |
| 1969 | Ferrari 312    | Ferrari 3.0 V12     | F    |                 | RSA | ESP | MON | NED | FRA | GBR | GER | ITA | CAN | USA | MEX |
| 1969 | Ferrari 312    | Ferrari 3.0 V12     | F    | Pedro Rodríguez |     |     |     |     |     |     |     |     | Ret | 5   | 7   |